# Gojira × Mekagojira
Gojira × Mekagojira (ゴジラ×メカゴジラ?, Gojira tai Mekagojira, lett. "Godzilla × Mechagodzilla",) è un film del 2002 diretto da Masaaki Tezuka. Si tratta del 26º film della serie Godzilla e quarto della serie Millennium ed è l'unico film della serie Millennium che ha avuto un seguito.

## Trama
Nel 1999 un nuovo Godzilla attacca il Giappone, provocando numerose vittime. Il governo giapponese decide allora di costruire un robot dalle fattezze del dinosauro atomico, Kiryu, partendo da cellule spinali estratte dallo scheletro del Godzilla originale, ucciso nel 1954 dal distruttore d'ossigeno inventato dal professor Serizawa. Il robot viene completato quattro anni dopo, nel 2003, in concomitanza con il ritorno di Godzilla.
Ma Kiryu, che possiede dentro di sé le cellule di Godzilla, dopo aver sentito il ruggito del kaijū attacca a sua volta l'umanità. Gli umani sono costretti ad aspettare che finisca le riserve d'energia, per poi aggiornarlo e scagliarlo subito contro il dinosauro atomico la notte successiva; dopo una dura battaglia Kiryu afferra Godzilla, carica il cannone Zero Assoluto nel petto e porta il Re Dei Mostri nell'oceano per poi sparare il cannone. Questo, sebbene non uccide Godzilla, lo fa battere in ritirata grazie ad un'enorme ferita nel petto del kaijū creata appunto dall'attacco. Kiryu subisce enormi danni, ma ha compiuto la missione, a costo del cannone Zero Assoluto e del braccio destro.

## Produzione
Il film è stato sceneggiato da Wataru Mimura. I protagonisti sono lo stesso Godzilla, dinosauro radioattivo e il suo clone cyborg, chiamato Kiryu.

## Distribuzione
Il film è stato distribuito negli Stati Uniti nel 2004 con il titolo Godzilla Against Mechagodzilla.